# Britten-Norman BN-2 Islander

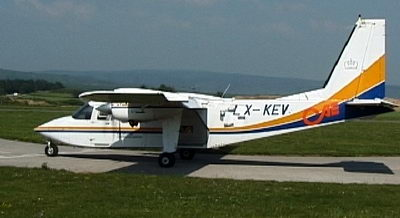
Britten-Norman BN-2 Islander auf dem Flugplatz Krems-Langenlois

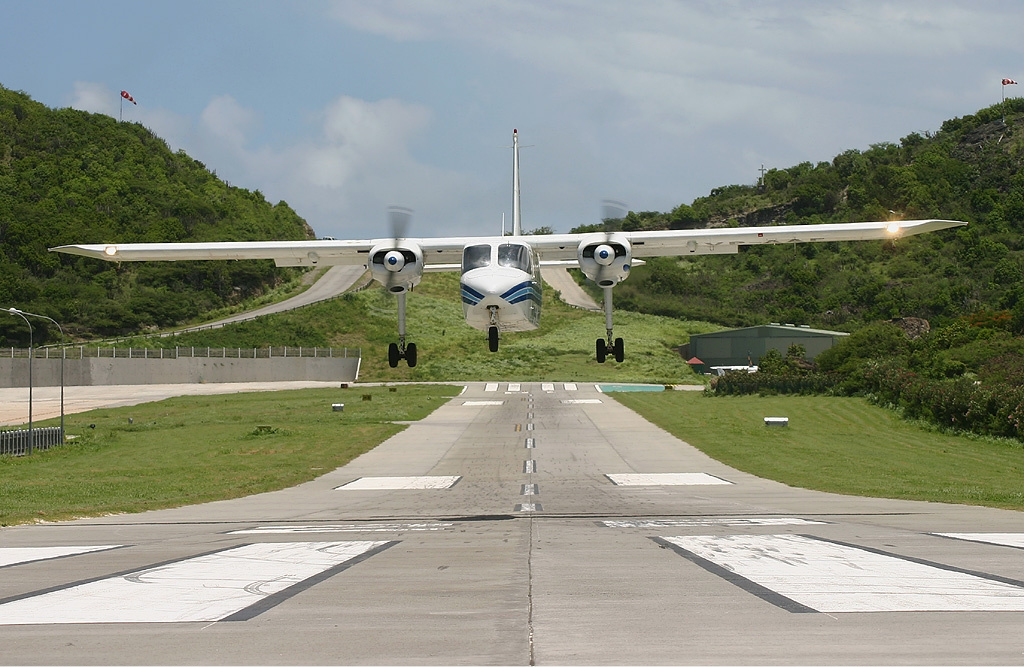
BN-2 Islander beim Kurzstart auf dem Flughafen St. Barth

Die Britten-Norman BN-2 Islander (IATA-Code BNI, ICAO-Code BN2P) ist ein zweimotoriges Flugzeug der Allgemeinen Luftfahrt mit bis zu zehn Sitzplätzen. Sie wurde Anfang der 1960er-Jahre als Mehrzweckflugzeug insbesondere für die Anbindung schlecht erschlossener Regionen mit unbefestigten Flugplätzen entworfen (beispielsweise Inselverkehr, tropischer Regenwald und Outback). Seither hat sie sich zum Inbegriff des „Buschflugzeugs“ entwickelt. Sie wird seit Ende der 1960er-Jahre gebaut und gehört mit über 1200 produzierten Einheiten zu den erfolgreichsten europäischen Flugzeugentwicklungen. Der Beiname „Islander“ verweist einerseits auf die Auslegung der Maschine für Seeklima und Inselverkehr (Einsatz bei Böigkeit und Seitenwind), andererseits auf den Sitz des Flugzeugherstellers Britten-Norman Group, der in Bembridge auf der britischen Isle of Wight beheimatet ist.

## Grundkonzept
Die BN-2 ist ein freitragender Schulterdecker in Aluminiumbauweise mit rechteckigem Tragflächengrundriss, konventionellem Leitwerk und starrem Bugradfahrwerk. Die doppelt bereiften Hauptfahrwerkseinheiten erleichtern den Start und die Landung auf unbefestigten Plätzen. Das Bugrad ist lenkbar und (falls entsprechend modifiziert) für besonders enge Kurvenradien (70° Verdrehwinkel) auskoppelbar. Die hohe Anordnung der beiden Motorgondeln verringert die Gefahr einer Beschädigung der Propeller durch hochgeschleuderte Fremdkörper. Eine relativ hohe Triebwerksleistung und (elektrisch betätigte) Landeklappen (flaps) verleihen der Maschine Short-Takeoff-and-Landing-Fähigkeiten (STOL). Die Start- und Landestrecken betragen nur etwa 350 m. Somit kann sie beispielsweise vom Flugplatz Helgoland-Düne aus operieren.
Die BN-2 hat einen rechteckigen Rumpfquerschnitt mit durchgängig ebenem Kabinenboden und kann bis zu einer Tonne Nutzlast transportieren. Sie wird sowohl im Passagierdienst als auch als Frachtmaschine eingesetzt. Als Ambulanzflugzeug kann sie zwei liegende Patienten befördern. Die vier Sitzbänke lassen sich mit geringem Aufwand aus- und einbauen. Ein Mittelgang existiert nicht. Das Ein- und Aussteigen der Passagiere geschieht wie bei einem Pkw durch beidseitige Einstiegstüren und wird durch vorklappbare Sitzlehnen erleichtert. Hinter dem Passagierraum befindet sich ein durch eine separate Luke zugängliches Gepäckabteil. Weiterer Stauraum steht bei einigen Versionen der BN-2 in einer verlängerten Nase zur Verfügung.
Bei der Entwicklung der Maschine wurden besondere Robustheit und eine lange Lebensdauer der Flugzeugstruktur angestrebt. Weggelassen wurden alle kostentreibenden und wartungsintensiven Komponenten wie Druckkabine, Motoraufladung, Hydrauliksystem und Einziehfahrwerk.
Obwohl die Maschine in der Regel von nur einem Piloten nach Sichtflugregeln (VFR) geflogen wird, ist sie häufig auch mit einer Instrumentierung für Flüge nach Instrumentenflugregeln (IFR) ausgestattet. Mit der BN-2 Islander sind Landungen bei Seitenwind von bis zu 30 Knoten möglich. Obwohl die ersten Exemplare in den 1960er-Jahren auf den Markt kamen, waren 2011 noch weltweit mehr als 750 Flugzeuge dieses Typs im Dienst.

## Versionen und Geschichte

### BN-2, BN-2A, BN-2B
Die Ingenieure John Britten und Desmond Norman begannen Anfang der 1960er-Jahre mit der Entwicklung eines modernen zweimotorigen Mehrzweckflugzeugs. Nach dem Ursprungsmuster BN-2 (Erstflug 1965) und der verbesserten Version BN-2A (Erstflug 1969) wurde die nochmals verbesserte Variante BN-2B (Erstflug 1978) auf den Markt gebracht. Die Versionen lassen sich von außen nur an Details unterscheiden, wie der Anordnung von Navigations- und Antikollisionswarnlichtern; die Hauptunterschiede liegen in der jeweils moderneren Instrumentierung und den veränderten Gewichts-, Zuladungs- und Leistungswerten.

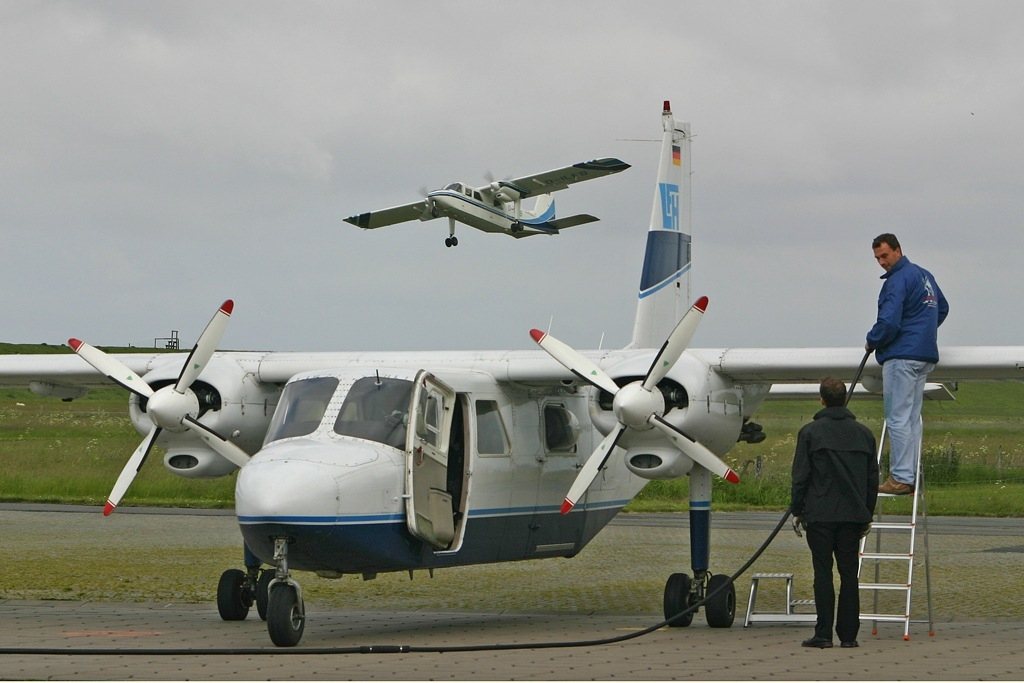
Zwei BN-2B der Luftverkehr Friesland Harle auf dem Flugplatz Harle

Aufgrund der vielseitigen Einsatzmöglichkeiten gibt es auch zahllose Untervarianten und Modifikationen, die von verschiedenen Nasenformen für Wetterradar oder zusätzlichen Gepäckraum über Schiebetüren für Fallschirmspringer bis hin zu unterschiedlichen Motortypen reichen.
Werksseitig werden die meisten Islander mit Zweiblattpropellern ausgeliefert. Der relativ hohe Lärmpegel dieser Propeller und strengere Lärmschutzbestimmungen zwangen die meisten deutschen Betreiber in den späten 1990er-Jahren zur Umrüstung auf leisere Drei- oder Vierblattpropeller und den Einbau zusätzlicher Motorschalldämpfer. Den Anfang machte die D-ILFB der Luftverkehr Friesland Harle, die 1996 bereits mit Dreiblattpropellern ausgeliefert wurde. Es folgten ab 2000 nacheinander die Umrüstungen von D-ILFH, D-ILFA, D-IFKU, D-IFTI und D-IFUT auf Vierblattpropeller. Diese auf dem Foto oben abgebildeten Propeller verringern den Lärmpegel und sorgen trotzdem für einen Leistungszuwachs. Dadurch konnte das maximal zulässige Abfluggewicht erhöht werden.
Bereits in den 1970er-Jahren wurden von Dowty Rotol Untersuchungen zur Verminderung der Lärmemissionen mit einer Islander durchgeführt. Das Experimentalflugzeug Dowty Ducted Propulsor verwendete hierzu im Durchmesser stark verkleinerte Mantelpropeller.
Nachdem die Produktion zeitweise in Rumänien erfolgte, werden seit 2023 neue Maschinen wieder auf der Isle of Wight in Lee-on-the-Solent bei Portsmouth gebaut. Die Islander wurden zwischenzeitlich modernisiert; so befinden sich jetzt vier Bildschirme im Cockpit und als Antrieb sind Vergasermotoren mit 260 PS oder Einspritzer mit 300 PS (beide von Lycoming) sowie Turbopropantriebe von Rolls-Royce mit 320 PS oder 400 PS möglich. 2023 bestellte Torres Air für ihre sieben alten Islanders zehn neue und auch Spirit Air bestellte sechs neue Islanders.

### BN-2 Mk III Trislander
Ab 1970 wurde eine dreimotorige Variante der BN-2 unter der Versionsbezeichnung Trislander produziert. Sie hat einen in das Seitenleitwerk integrierten Heckmotor (mit normalem Zugpropeller) und einen gestreckten Rumpf, der bis zu 18 Sitzplätze ermöglicht. Wegen des hohen Gewichts des hinteren Triebwerks ist die Trislander im unbeladenen Zustand hecklastig und muss am Boden zur Verhinderung von Beschädigungen mit einer speziellen Heckstütze geparkt werden. Als nachteilig erwies sich zudem die wegen des fehlenden Mittelgangs erforderliche große Zahl der Kabinentüren (drei auf jeder Seite). Trotz insgesamt geringer Stückzahl gibt es einige Luftfahrtunternehmen, die die Trislander bis heute einsetzen, da sie mit ihren Kolbenmotoren auf extremen Kurzstrecken kostengünstiger als ein Propellerturbinen-Flugzeug ähnlicher Größe (z. B. Fairchild Metro) zu betreiben ist.

### BN-2T Turboprop

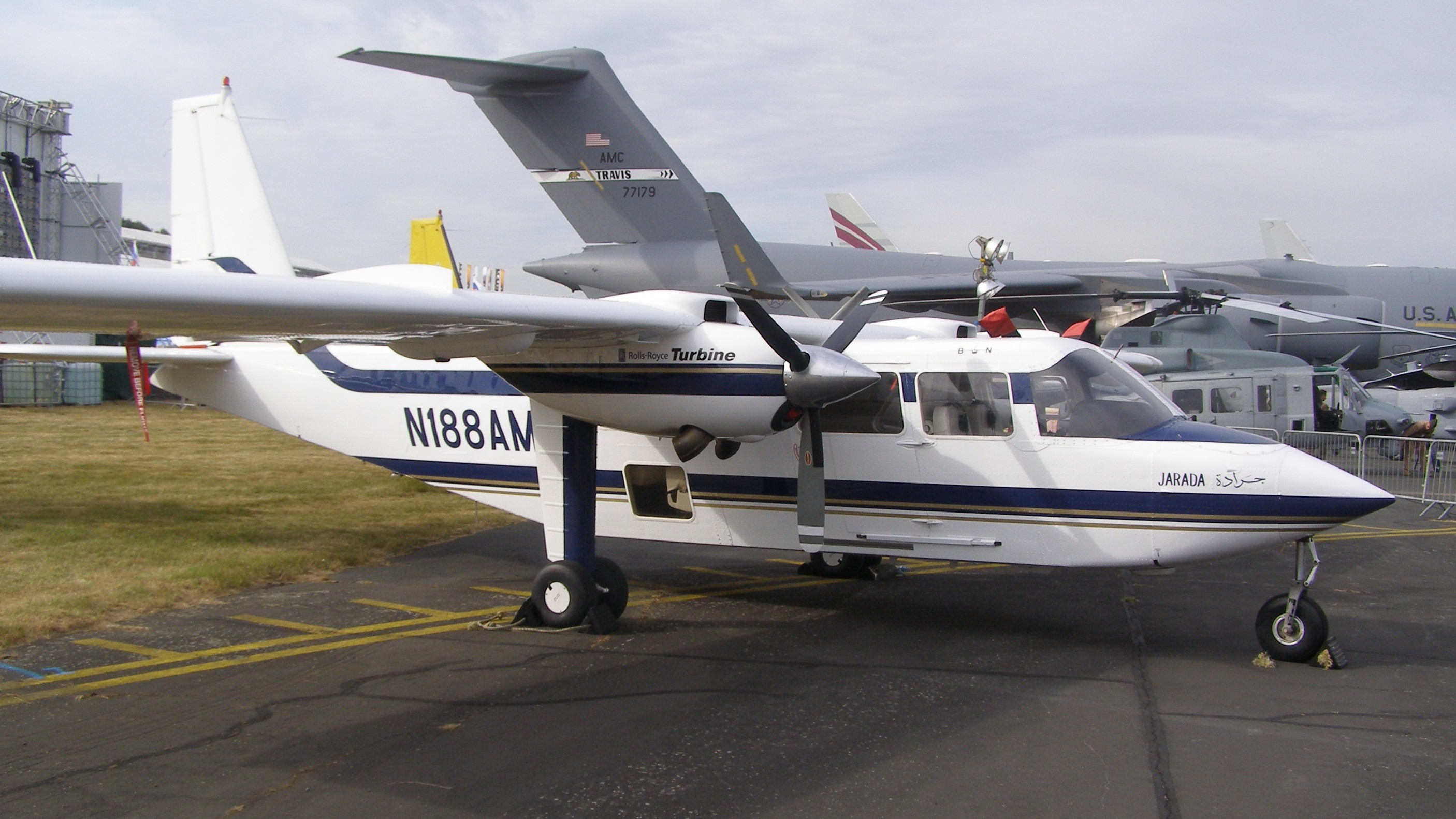
Eine BN-2T auf der Farnborough Airshow 2010

Für Polizei- und Überwachungsaufgaben wurde die BN-2T mit zwei Allison-Propellerturbinen anstelle der Kolbenmotoren entwickelt. Da sie einerseits relativ schnell, andererseits bei Bedarf aber auch langsam und niedrig fliegen kann und mit kleinen Flugplätzen auskommt, konnte sie bei manchen Aufgabenprofilen eine kostengünstige Alternative zum Einsatz von Hubschraubern bieten.
Kommerzielle Betreiber ziehen jedoch die Kolbenmotorversionen vor, da sich die Lebensdauer von Turbinentriebwerken bei häufigen Anlassvorgängen stark verkürzt. Sie sind somit ungeeignet für den extremen Kurzstreckendienst. Bei einer typischen Flugdauer von fünf bis zehn Minuten im Inselverkehr und einer entsprechend hohen täglichen Zahl von Anlass-, Start- und Landezyklen sind Kolbenmotoren mit ihrem geringeren Anlassverschleiß wirtschaftlicher einsetzbar.

### BN-2T Defender

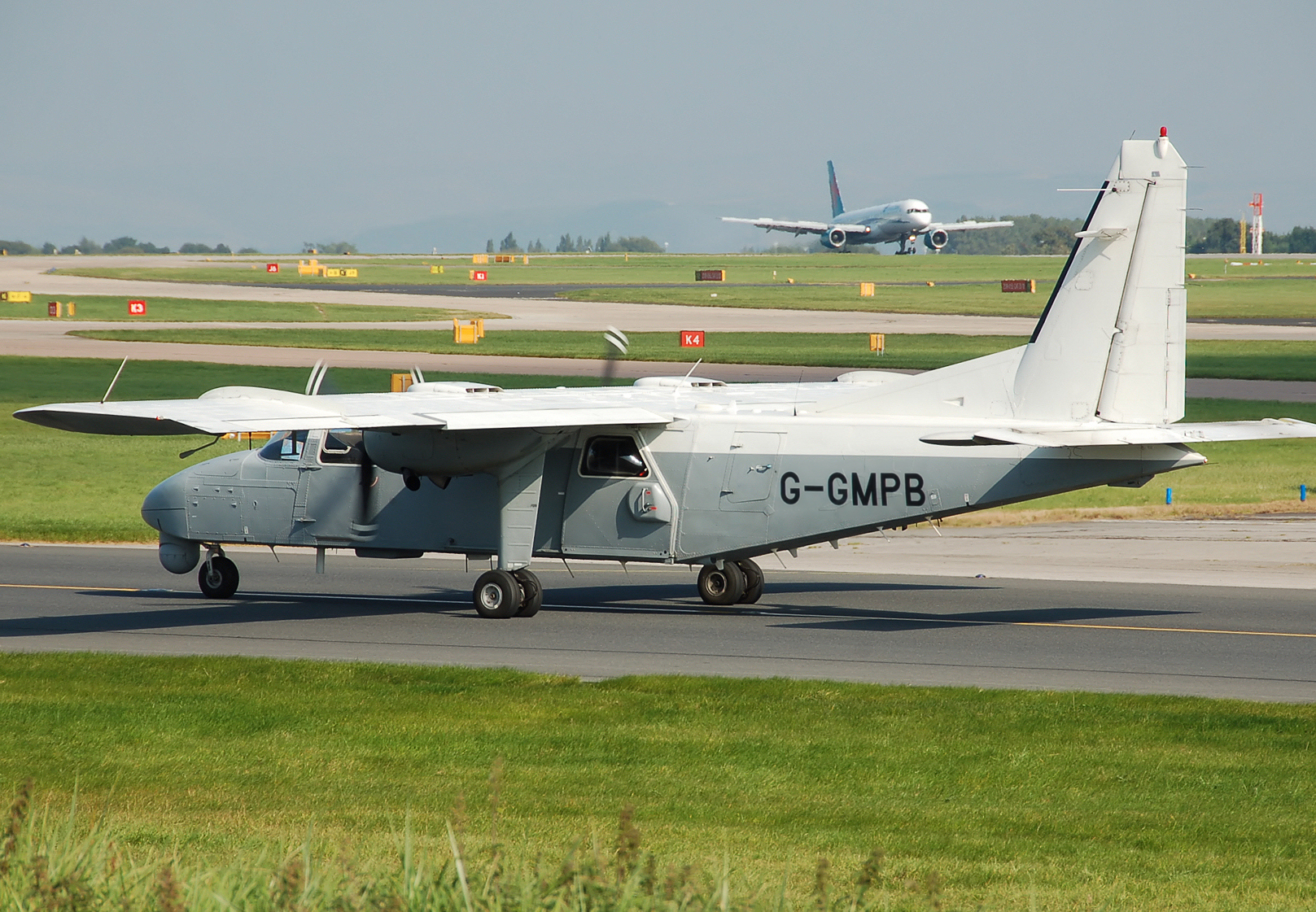
Eine Defender der Manchester Police, England

Die Britten-Norman Defender ist eine militärische Mehrzweckversion auf Basis der BN-2T. Der Erstflug der Maschine erfolgte im Mai 1970. Bei der Maschine wurde der Rumpf verlängert und vier Pylone unter den Tragflächen für zusätzliche Treibstoffbehälter, Waffen und Sensoren angebracht. Für die aktuelle Version BN-2T-4S Defender 4000 wurde der Rumpf um 91 cm verlängert, um Platz für eine umfangreiche Ausrüstung (z. B. Wärmebildgeräte) zu schaffen. Auch die Tragflächen wurden vergrößert, um mehr Kraftstoff aufnehmen zu können und so die Reichweite und die maximale Flugdauer (bis zu acht Stunden) zu vergrößern. Im Bug wurden ein 360°-Suchradar und ein FLIR eingebaut sowie die Cockpitverglasung vergrößert. Die Defender 4000 ist in Großbritannien, Irland und Malaysia im Einsatz.

## Einsatzgebiete

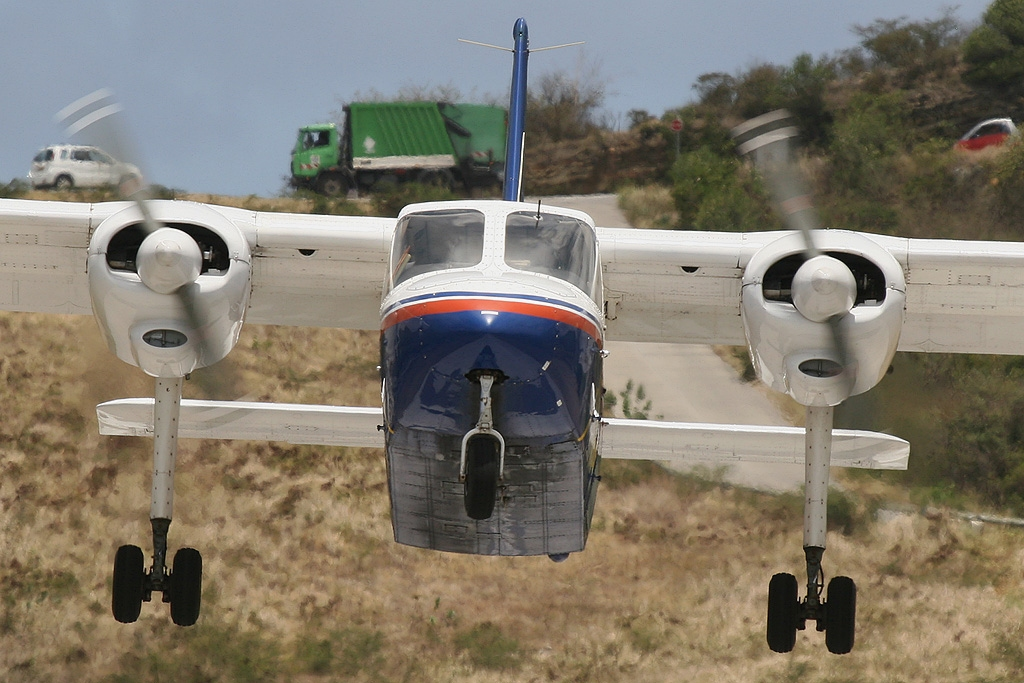
Winair Britten-Norman Islander beim Start

Haupteinsatzgebiet der Islander in Deutschland ist der Seebäderverkehr zu den Ostfriesischen Inseln, nach Sylt und nach Helgoland. Von Nordholz und Heide-Büsum aus wird Helgoland von der Gesellschaft OFD Ostfriesischer Flugdienst bis zu achtmal täglich im Linienverkehr bedient. Ebenso sichern Versorgungs- und Frachtflüge den Postverkehr auf den Flugplatz Helgoland-Düne.
Die kürzeste in Deutschland betriebene Linienflugverbindung vom Flugplatz Harle bei Carolinensiel nach Wangerooge (etwa 10 km) wird mit BN-2 der Regionalfluggesellschaft FLN Frisia-Luftverkehr bedient.
Die kürzeste Linienflugverbindung der Welt besteht auf den britischen Orkney-Inseln zwischen Westray und Papa Westray. Die Distanz von knapp drei Kilometern wird in ein bis zwei Minuten mit BN-2 der Flybe-Partnergesellschaft Loganair überwunden. Der Ticketpreis von 7 Pfund Sterling pro Kilometer einfache Strecke übertrifft auf die Wegstrecke bezogen die Ticketpreise der damaligen Concorde-Flüge.

## Zwischenfälle
- Am 9. November 1966 wurde der Prototyp der Britten-Norman BN-2 Islander (Luftfahrzeugkennzeichen G-ATCT) als Werksflug von Britten-Norman nach Sichtflugregeln vom Flughafen Emden nach Southampton überführt. Trotz mehrerer Warnungen der Flugsicherung flog der Pilot in den Kontrollbereich des Flughafens Amsterdam-Schiphol ein und traf dort auf dichte Wolkendecken, Nebel und Regen. In einer Flughöhe von 10.000 Fuß flog die Maschine in eine Zone mit Vereisungsbedingungen und Turbulenzen ein. Dabei wurden die Betriebsgrenzen der Maschine überschritten und es kam zum Kontrollverlust. Wegen Überlastung brach sie auseinander, die Trümmer fielen bei dem Ort Oudega in einen See. Beide Insassen der Maschine kamen ums Leben (siehe auch Flugunfall bei Oudega).[2]

- Am 15. November 1972 wurde eine BN-2A9 Islander der französischen Rousseau Aviation (F-BTGH) auf dem Flughafen Dinard-Pleurtuit irreparabel beschädigt. Die Maschine war erst sieben Monate zuvor fabrikneu übernommen worden.[3][4]

- Am 17. Oktober 1975 verunglückte eine Britten-Norman BN-2A-26 Islander der irischen Aer Arann (EI-BBA) bei der Landung auf dem Flugplatz Inishmore (Irland) und wurde zerstört. Alle 7 Insassen überlebten den Unfall.[5]

- Am 18. September 1979 kollidierte eine Britten-Norman BN-2A-7 Islander der kanadischen Pacific Coastal Airlines (C-FZVV) in dichtem Nebel mit einem bewaldeten Hang. Das Flugzeug befand sich auf dem Weg von Comox nach Port Hardy. Von den neun Insassen kamen vier ums Leben, das einzige Crewmitglied und drei Passagiere.[6]

- Am 30. März 1980 war es an einer IRMA/Britten-Norman BN-2A-9 Islander der VOTEC Servicios Aéreos Regionais mit dem Luftfahrzeugkennzeichen PT-JSC beim Start vom Flughafen Cuiabá-Marechal Rondon zu einem Strömungsabriss gekommen; die Maschine stürzte ab. Alle neun Insassen kamen ums Leben.[7]

- Am 7. Juli 1980 kollidierte eine Britten-Norman BN-2A-26 Islander der irischen Aer Arann (EI-BBR) auf dem Flughafen Galway (Irland) bei einem Startabbruch mit einer Mauer. Das Flugzeug wurde irreparabel beschädigt. Alle 5 Insassen überlebten den Unfall.[8]

- Am 13. Juni 1981 verunglückte eine BN-2A-8 Islander der Taiwan Airlines (B-11108) an einem Kliff 12 Kilometer nordwestlich des Flughafens Hualien während eines Taifuns, wobei beide Insassen das Leben verloren (siehe auch Flugunfall der Taiwan Airlines bei Hualien).[9]

- Am 2. September 1983 verschwand eine BN-2A-21 Islander der kanadischen Central Mountain Air (C-GIPF) auf einem Flug von Campbell River nach Smithers (British Columbia). Die Suche wurde nach vier Wochen abgebrochen. Die sieben Insassen wurden für tot erklärt.[10]

- Am 1. Juni 1984 setzte eine BN-2A-26 Islander der britischen Loganair (G-BDVW) beim Landeversuch auf dem Flugplatz Sanday (Orkney-Inseln, Schottland) 140 Meter vor der Bahn auf und kollidierte beim folgenden Durchstartversuch mit Stacheldraht, einem kleinen Kiesweiher und einem Graben, wobei die Maschine irreparabel beschädigt wurde. Sie kam vom nur 11 Kilometer entfernten Flugplatz Stronsay. Als Unfallursachen wurden die Fortsetzung des Sichtflugs bei einer Wolkenhöhe von nur 60 bis 90 Meter sowie die relative Unerfahrenheit des Piloten festgestellt. Alle 8 Insassen, der Pilot und 7 Passagiere, überlebten den Unfall.[11]

- Am 20. Oktober 1989 wurde eine Britten-Norman BN-2A-3 Islander der türkischen Tapu Kadastro Genel Müdürlügü (TC-KUN) in der Nähe des Flughafens Hatay (Türkei) auf einem Fotoflug über einem Waldgebiet nahe der Grenze zu Syrien beschossen. Das Flugzeug wurde von zwei MiG-21bis-Kampfjets der syrischen Luftwaffe abgeschossen. Alle 5 Insassen wurden dadurch getötet.[12]

- Am 28. November 1989 stürzte eine Britten-Norman BN-2 Islander der New England Airlines (N127JL) während eines nächtlichen Charterfluges zum Westerly State Airport nach dem Start vom Block Island State Airport sieben Kilometer nordwestlich von Block Island (Rhode Island) ins Meer. Alle acht Insassen, sieben Passagiere und ein Besatzungsmitglied, kamen dabei ums Leben. Die Ursache für den Absturz konnte nicht ermittelt werden.[13]

- Am 20. August 1991 startete eine BN-2A-26 Islander der US-amerikanischen Temsco Helicopters (N68HA) auf dem Flughafen Ketchikan (Alaska) für einen Flug zum 135 Kilometer entfernten Wrangell. Etwa 45 Kilometer vom Flughafen entfernt entschied sich der Pilot aufgrund der schlechten Wetterbedingungen zur Umkehr nach Ketchikan. Noch 33 Kilometer vom Ziel entfernt flog die Maschine in einer Höhe von 250 m ins Gelände. Der Pilot und alle 3 Passagiere kamen ums Leben.[14]

- Am 17. Juli 1994 wurde eine Britten-Norman BN-2B-26 Islander der Trans Island Air aus Barbados, betrieben für die Air Martinique, (8P-TAD) in die Flanke eines 2795 Fuß (850 Meter) hohen Berges geflogen. Der Unfall ereignete sich bei einem nächtlichen Sichtanflug 13 Kilometer nordnordwestlich des Zielflughafens Martinique. Bei diesem CFIT (Controlled flight into terrain) wurden alle 6 Insassen, ein Pilot und 5 Passagiere, getötet.[15]

- Am 19. Mai 1996 stürzte eine BN-2A-26 Islander der britischen Loganair (G-BEDZ) beim zweiten Anflugversuch auf den Flughafen Lerwick/Tingwall (Schottland) 1500 Meter vor der Landebahn ab. Bei der Kurve in den Endanflug flog der Pilot die Maschine in eine Rechtskurve mit 70° Schräglage und etwa 20° Längsneigung. Dabei kollidierte das Flugzeug bei einer um das Zweifache überhöhten Geschwindigkeit mit dem Gelände. Der Pilot kam ums Leben, die beiden Passagiere überlebten.[16]

- Am 26. Dezember 2001 stürzte eine BN-2B-26 Islander der Bremerhaven Airline (D-IAAI) nach dem Start vom Verkehrslandeplatz Bremerhaven in die Weser. Die Unfallursache war, dass Schnee auf den Tragflächen nicht beseitigt worden war und sich auch während des Anfangssteigfluges nicht ablöste. Bei dem Absturz starben sieben der acht Passagiere sowie der Pilot (siehe Flugzeugabsturz in Bremerhaven).[17]

- Am 15. März 2005 wurde eine BN-2B-26 Islander der britischen Loganair (G-BOMG) im Anflug auf den Flughafen Campbeltown (Schottland) bei schlechtem Wetter unter die vorgeschriebene Mindestsinkflughöhe geflogen. Die Maschine zerbrach beim Aufprall und versank 14 Kilometer westnordwestlich des Zielflugplatzes im Meer. Beide Insassen, der Pilot und ein Passagier, wurden getötet. Beitragende Faktoren zu diesem CFIT (Controlled flight into terrain) waren Übermüdung, fehlende fliegerische Übung während der vorherigen 32 Tage und Überlastung des einzigen Piloten an Bord.[18]

- Am 22. Oktober 2009 verlor eine BN-2A-26 Islander der Divi Divi Air aus Curaçao (PJ-SUN) auf dem Flug von Curaçao zum Flugplatz Bonaire infolge eines Ausfalls des rechten Triebwerks so sehr an Höhe, dass der Flugplatz Bonaire nicht mehr erreicht werden konnte. Bei der Notwasserung nahe der Insel Klein Bonaire kam der Pilot ums Leben, die neun Passagiere überstanden den Unfall teils unversehrt, teils mit leichten Verletzungen.[19]

- Am 15. März 2010 verunglückte eine Norman BN-2A-21 Islander der US-amerikanischen Servant Air (N663SA) beim Start vom Flugplatz Kodiak (Alaska, USA). Das Flugzeug startete von der Startbahn 25 in Kodiak zu einem Inlandsflug zum Flugplatz Old Harbor. Sie berührte die Baumkronen hinter dem Ende der Startbahn und kam mit der Nase nach unten in einem Baumbestand zum Stillstand, wobei die Äste das Flugzeug in senkrechter Position stützten. Das Flugzeug wurde irreparabel beschädigt. Alle drei Insassen überlebten den Unfall, wurden jedoch verletzt.[20]

- Am 8. Februar 2011 musste eine Islander der Ostfriesische Lufttransport auf dem Flugplatz Emden notlanden. Bereits beim Start auf der Insel Borkum hatte der Pilot ein Problem mit dem Fahrwerk bemerkt, konnte die Maschine aber auf einem Schaumteppich erfolgreich landen. Weder der Flugzeugführer noch die acht Passagiere wurden bei der Notlandung verletzt.[21][22]

- Am 7. Oktober 2012 stürzte eine BN-2A der Flymontserrat unmittelbar nach dem Start vom Flughafen VC Bird International ab. Die Maschine mit dem Luftfahrzeugkennzeichen VP-MON befand sich auf dem Weg zum Flughafen John A. Osborne. Von den vier Insassen überlebte lediglich einer der Passagiere den Unfall. Dieser wurde von der ECCAA unter Einbindung der britischen AAIB untersucht.[23] Hauptursache für den Unfall war Wasser im Treibstoffsystem, das zum Ausfall des rechten Triebwerks während der Startphase führte (siehe auch Flymontserrat-Flug 107).

- Am 28. Dezember 2014 verschwand eine BN-2A6 Islander der Air Services Limited – ASL (Guyana) (8R-GHE) während eines Frachtflugs von Mahdia nach Karisparu in Guyana mit zwei Besatzungsmitgliedern an Bord spurlos.[24]

## Technische Daten

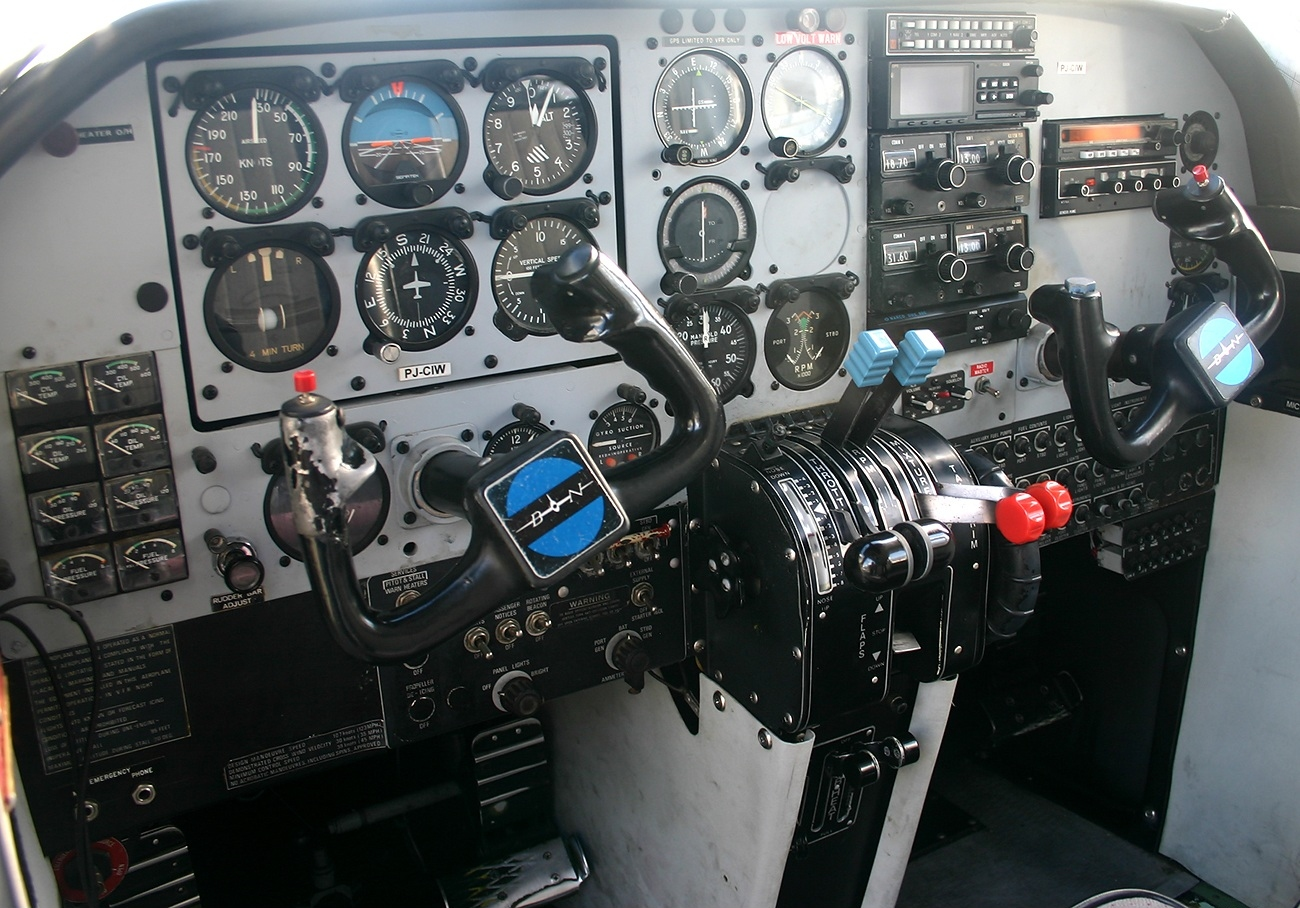
Cockpit einer Britten-Norman BN-2A-26 Islander Baujahr 1980

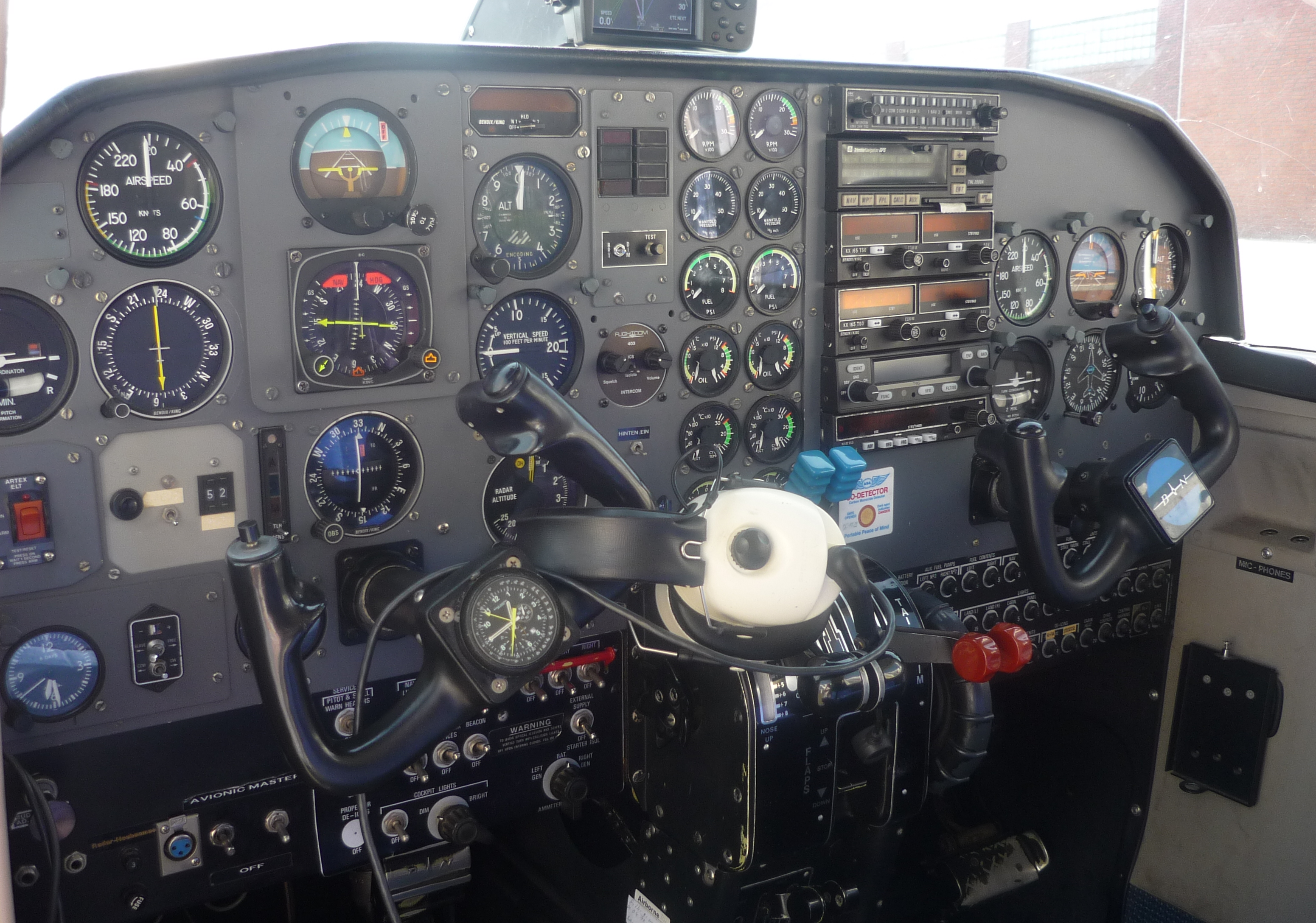
Cockpit einer Britten-Norman BN-2B-26 Islander Baujahr 1991

| Kenngröße             | Daten (BN-2A Islander)                     | Daten (BN-2T-4S Defender 4000)                         |
| --------------------- | ------------------------------------------ | ------------------------------------------------------ |
| Baujahr(e)            | ab 1965                                    | ab 1972                                                |
| Hersteller            | Britten-Norman Group                       | Britten-Norman Group                                   |
| Besatzung             | 1–2                                        | 1–2                                                    |
| Passagiere            | bis zu 9                                   | mind. 2                                                |
| Spannweite            | 14,94 m                                    | 16,15 m                                                |
| Länge                 | 10,86 m                                    | 12,2 m                                                 |
| Höhe                  | 4,18 m                                     | 4,37 m                                                 |
| Leermasse             | 1627 kg                                    | 2267 kg                                                |
| Startmasse            | 2993 kg                                    | 3855 kg                                                |
| Höchstgeschwindigkeit | 273 km/h                                   | 363 km/h                                               |
| Reisegeschwindigkeit  | max. 273 km/h                              | 278 km/h                                               |
| Dienstgipfelhöhe      | 4024 m                                     | 7620 m                                                 |
| Reichweite            | 1400 km                                    | 1863 km                                                |
| Triebwerke            | 2 × Lycoming O-540-E4C, je 195 kW (260 PS) | Rolls-Royce Allison RRA 250-B17F/1, je 298 kW (405 PS) |